# Джон Аарон
Джон Аарон  (англ. John W. Aaron; народився 1943, штат Техас, США) — колишній інженер НАСА, що працював у Центрі управління польотом за програмою «Аполлон». Став широко відомим завдяки врятуванню ним місій «Аполлон-12» та «Аполлон-13».

## Робота вНАСА

### Аполлон-12
Інженер Центру управління польотами Джон Аарон відіграв вирішальну роль у продовженні польоту корабля «Аполлон-12» на Місяць після двох ударів блискавок. Його рекомендація дозволила відновити працездатність бортової телеметрії корабля і впевнитися у справності обладнання. Джон Аарон запропонував перевести перемикач SCE (Signal Conditioning Equipment) в положення Aux. Ніхто з наземної команди не знав про таку можливість, але рекомендація була передана на борт «Аполлона-12», і астронавт Бін зумів її реалізувати. Після такого втручання і перезапуску бортової електроніки Центр управління зміг отримати данні телеметрії, спираючись на які було ухвалено рішення про доцільність виведення корабля на місячну траєкторію.

### Аполлон-13
Після вибуху на борту корабля Аполлон-13 Джон Аарон отримав завдання вирішити проблему з джерелом живлення місячного модуля, а потім - з нестачею електроживлення під час зворотного польоту. Йому було дозволено накласти вето на ідеї інших інженерів, особливо коли вони впливали на використання потужності електричних батарей. Як відповідальний за нормування потужності космічного апарата під час зворотного польоту, він розробив інноваційну послідовність операцій з бортовим живленням, яка дозволила повернути на Землю командний модуль при роботі на обмеженій потужності батареї. На відміну від наявних процедур, прорахувавши усі ризики, він наказав вимкнути вимірювальну систему, яка охоплює телеметрію, засоби відеоспостереження та передавач зв'язку, щоб увімкнути їх востаннє безпосередньо перед спуском. Без вимірювальної системи екіпаж і диспетчери не могли знати напевно про правильність траєкторії польоту до останньої миті перед спуском. Однак без внесення таких змін капсула з екіпажем вичерпала б запас батареї до приводнення. Процедура виявилася успішною, і екіпаж повернувся на Землю.